# Геомагнетна олуја
Геомагнетна олуја представља појаву наглих и привремених промена магнетног поља Земље, узрокованих активностима на Сунцу, као што су удари таласа и облака магнетног поља Сунчевог ветра, заједно са Сунчевим бакљама и короналним избацивањем масе, који заједно утичу на Земљино магнетнко поље 3 дана након Сунчевих активности. Притисак Сунчевог ветра на магнетосферу и магнетно поље Сунчевог ветра ће се повећавати или смањивати, зависно од Сунчевих активности. Промене притиска Сунчевог ветра мењају електрично поље у јоносфери, а магнетно поље Сунчевог ветра делује заједно са Земљиним магнетним пољем. Геомагнетне олује обично трају дан или два, али могу трајати и више.

## Историја
Током 1859. године, забележене су бројне активности на Сунцу − Сунчеве пеге и Сунчеве бакље. Огромно коронално избацивање маса је ударило директно Земљу, изазвано Сунчевим бакљама, 18 сати након појаве. 2. септембра 1859. снимљена је најјача геомагнетна олуја, која је имала вриједност 1 600 нТ. У телеграфским жицама је уочена индукована електрична струја (електромоторна сила), која је узроковала електрични удар на неколико телеграфских оператора и настало је неколико пожара. Поларна светлост се видела чак на Хавајима, Мексику, Куби и Италији.
Године 1989., геомагнетна олуја је узроковала избацивање електричне мреже у Квебеку, 6 милиона људи је остало без електричне енергијеоко 9 сати. Поларна светлост се видела и у Тексасу. [2] Геомагнетна олуја је настала због короналног избацивања масе. 
Испитивања језгра леда показала су да се јаке геомагнетне олује појављују у просеку сваких 500 година. Осим јаке геомагнетне олује 1859., нешто слабије су биле 1921. и 1960. године.
Од 1989. године, велике корпорације у САД, Великој Британији, северној Европи и др. су утврдиле ризик појаве геомагнетних индукованих струја и развиле процедуре ублажавања тих појава.

## Међуделовање са планетарним процесима
Сунчев ветар носи са собом и магнетно поље са Сунца, што изазива сужавање или ширење магнетосфере. На ноћној страни долази до поновног повезивања магнетног поља у репу магнетосфере, што може довести до убацивања електрички набијених честица у магнетосферу.
За време геомагнетних олуја, слој Ф2 у јоносфери постаје нестабилан, смањује се, а може и нестати. На половима настају поларне светлости.

## Утицаји геомагнетних олуја
Врло јаке Сунчеве бакље ослобађају високоенергетске честице, које могу узроковати тровање људи радијацијом, слично као код нуклеарних експлозија. Земљина атмосфера и магнетосфера пружају добру заштиту на површини Земље, али астронаути у свемирским летилицама су изложени повећаним количинама радијације. Пролаз високоенергетских честица у људске ћелије, изазива оштећење хромозома, рак и остале сметње. Велике количине могу бити и смртоносне.
Сунчеви протони са енергијом већом од 30 MeV су посебно опасни. Астронаути на станици Мир су изложени дневним количинама радијације, које су два пута веће него на тлу за годину дана. Сунчеви протони стварају повећану радијацију и за посаду авиона који лете на великим висинама, па иако је тај ризик мали, треба бити пажљив за време геомагнетних олуја.

## Комуникације
ТВ и комерцијалне радио станице немају великих сметњи за време геомагнетних олуја, једино радиоаматери и пренос сигнала на краткоталасним радио везама (испод 30 MHz). Неки војни системи детекције и раног узбуњивања имају проблема са геомагнетним олујама, посебно на подморницама. Дуги подводни каблови, ако су од стаклених влакана, немају проблема са геомагнетним олујама. Највећи проблем са комуникацијама могу настати ако дође до оштећења комуникацијских сателита.
Системи као ГПС или ЛОРАН, могу бити ометани за време геомагнетних олуја, а тиме авиони и бродови, који користе те сигнале. Грешке у навигацији за време геомагнетних олуја могу бити и неколико километара.

## Сателити
Геомагнетне олује повећавају ултраљубичасто зрачење на Земљину атмосферу, чиме се повећава јоносфера и до 1000 км изнад Земљине површине. То доводи и до загрејавања јоносфере, и повећања густоће, што ствара појачано повлачење сателита на нижим путањама према Земљи. Пример је сателит Скајлаб који се 1979. прерано спустио на Земљу, због појачаних Сунчевих активности. За време јаке геомагнетне олује 1989., 4 сателита су била у квару недељу дана.

## Електричне мреже и далеководи
За време геомагнетних олуја у проводницима се ствара геомагнетна индукована струја. Највише проблема имају врло дуги далеководи у Кини, Северној Америци и Аустралији[3] Осим тога, она се јавља и код електричних генератора и трансформатора, који могу бити додатно загрејани и сигурносне склопке их могу избацити из рада. Постоје заштитне мере као укопавање преносних линија у земљу, постављање громобрана на далеководе, смањење напона на трансформатору, коришћење каблова краћих од 10 км. 